# 哈里奥特环形山
哈里奥特环形山（Harriot）是月球背面北半部一座古老的大撞击坑，约形成于39.2-38.5亿年前的酒海纪，其名称取自英国天文学家暨数学家、翻译家托马斯·哈里奥特（1560年-1621年），1970年被国际天文学联合会批准接受。

## 描述

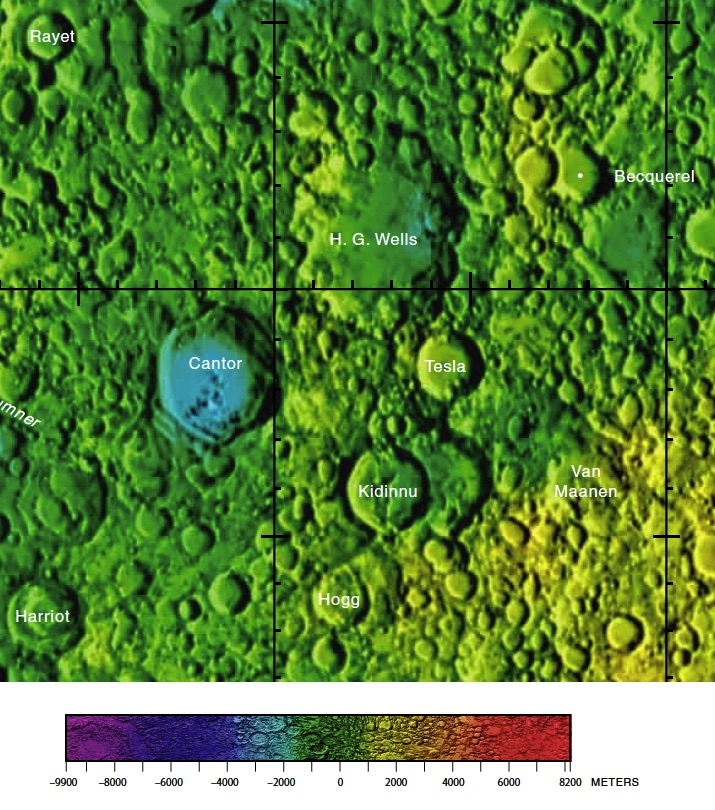
哈里奥特环形山的周边，月球背面详图。

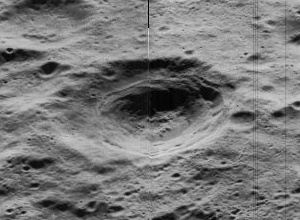
月球轨道器5号拍摄的西向斜视图

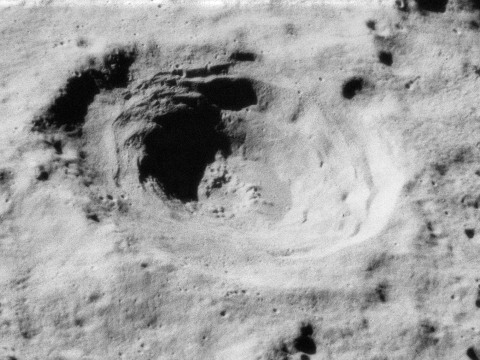
阿波罗16号拍摄的西向斜视图

该陨坑西侧及西北靠近巨大的西拉德环形山和略小的萨姆纳环形山、东北偏北及东北偏东毗邻康托尔环形山和基丁努环形山、较小的霍格陨石坑位于它的东侧、东南及西南分别为英尼斯陨石坑和埃斯平环形山、而南面则横亘了赛弗特环形山。哈里奥特环形山的西北偏北延伸着萨姆纳链坑，它起始于萨姆纳环形山以北30公里处，形似一道狭长笔直的沟壑，一直向东南延伸止卫星坑哈里奥特 A的东北壁。该陨坑中心月面坐标为33°12′N 114°24′E / 33.2°N 114.4°E，直径52.77公里，深度约2.39公里。
哈里奥特环形山是一座双坑结构的陨石坑，沿东北侧内壁坐落了更小、更年轻的卫星坑哈里奥特 B。该卫星坑占据环形山内四分之三的区域，且坑壁边缘清晰，内侧壁有部分已剥落崩塌。坑底矗立着一座小中央峰。哈里奥特环形山整体外观接近圆形，受长期来的撞击侵蚀，外侧壁沿已严重磨损、钝化。该陨坑坑壁平均高出周边地形1180米，内部容积约有2266立方千米。

## 卫星陨石坑
按惯例，最靠近哈里奥特环形山的卫星坑将在月图上以字母标注在该坑的中心点旁。

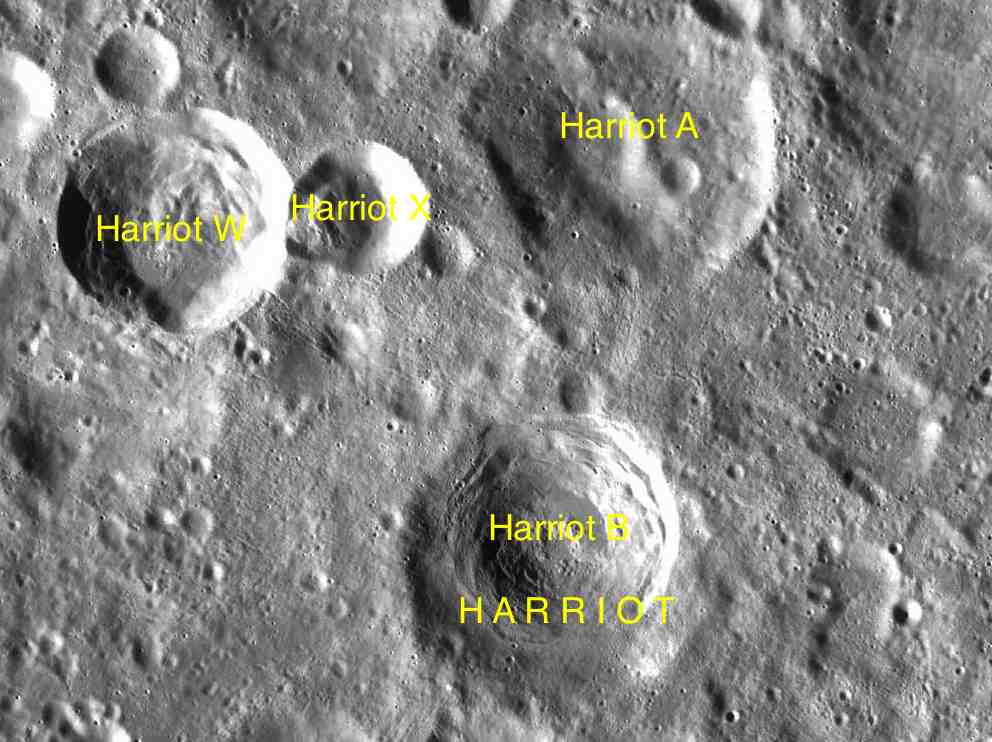
LAC-30 区域图

| 哈里奥特 | 纬度    | 经度     | 直径    |
| -------- | ------- | -------- | ------- |
| A        | 35.6° N | 114.9° E | 63 公里 |
| B        | 33.4° N | 114.5° E | 37 公里 |
| W        | 35.0° N | 111.7° E | 39 公里 |
| X        | 35.0° N | 113.0° E | 24 公里 |

- 卫星坑哈里奥特 A约形成于酒海纪[1]；
- 卫星坑哈里奥特 W约形成于爱拉托逊纪[1]。

## 另请参阅
- Andersson, L. E.; Whitaker, E. A. . NASA RP-1097. 1982.
- Blue, Jennifer. . USGS. July 25, 2007  [2007-08-05]. （原始内容存档于2012-04-08）.
- Bussey, B.; Spudis, P. . New York: Cambridge University Press. 2004. ISBN 978-0-521-81528-4.
- Cocks, Elijah E.; Cocks, Josiah C. . Tudor Publishers. 1995. ISBN 978-0-936389-27-1.
- McDowell, Jonathan. . Jonathan's Space Report. July 15, 2007  [2007-10-24]. （原始内容存档于2012-05-26）.
- Menzel, D. H.; Minnaert, M.; Levin, B.; Dollfus, A.; Bell, B. . Space Science Reviews. 1971, 12 (2): 136–186. Bibcode:1971SSRv...12..136M. doi:10.1007/BF00171763.
- Moore, Patrick. . Sterling Publishing Co. 2001. ISBN 978-0-304-35469-6.
- Price, Fred W. . Cambridge University Press. 1988. ISBN 978-0-521-33500-3.
- Rükl, Antonín. . Kalmbach Books. 1990. ISBN 978-0-913135-17-4.
- Webb, Rev. T. W.  6th revised. Dover. 1962. ISBN 978-0-486-20917-3.
- Whitaker, Ewen A. . Cambridge University Press. 1999. ISBN 978-0-521-62248-6.
- Wlasuk, Peter T. . Springer. 2000. ISBN 978-1-85233-193-1.